# Pronúcleo

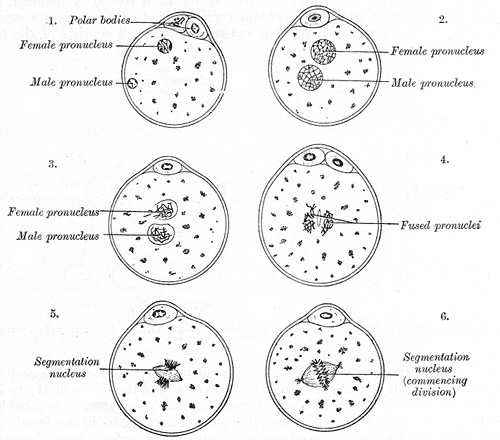
Proceso de fertilización en el óvulo de un ratón.

El pronúcleo es el núcleo de los gametos. Posee la mitad del número de cromosomas de los núcleos de las otras células no reproductivas. Durante la fecundación los pronúcleos de un óvulo y al menos un espermatozoide se fusionan para crear el núcleo único del cigoto.

## Pronúcleo masculino
El pronúcleo masculino deriva de la cabeza del espermatozoide estimulado por estar inmerso en el citoplasma del ovocito. Por vía de la cabeza del espermatozoide, un set de cromosomas haploides e intensamente empaquetadas ha penetrado al citoplasma del ovocito. Como respuesta a esos estímulos, se produce rupturas de la membrana nuclear que encierra al ADN, y un recambio de las proteínas especializadas de tal modo que compactan el ADN por las histonas, uno de los requisitos previos a la interacción de los genomas pronucleares. Este ADN así de condensado debe ser desatado en un paso inicial. Las protaminas que están enredadas alrededor de las hebras del ADN se expanden y son descompuestas. Con la ayuda de enzimas y moléculas del citoplasma el ovocito, gradualmente se expande el pronúcleo paterno.

## Pronúcleo femenino
Al mismo tiempo que se forma el pronúcleo paterno, se genera el pronúcleo materno. La penetración del espermatozoide al ovocito secundario estimula el que se retome y termine la segunda meiosis. Después de que el segundo cuerpo polar es creado, los cromosomas maternos que quedan en el ovocito son rodeados por una membrana nuclear y descondensadas. El pronúcleo femenino no sufre tantos cambios como los que modifican al pronúcleo masculino. La formación del pronúcleo femenino procede por medio de la descondensación de los cromosomas maternos. Contiene además las proteínas y otros componentes requeridos por el pronúcleo masculino para dirigir la fusión de ambos gametos en la formación del cigoto.